# Kostel svatého Vavřince (Branišovice)
Kostel svatého Vavřince je římskokatolický chrám v obci Branišovice v okrese Brno-venkov. Je chráněn jako kulturní památka. Stojí v historickém středu obce na malém návrší, kolem něj se do roku 1830 nacházel hřbitov.
Chrám je farním kostelem branišovické farnosti.

## Historie
Kostel má románské jádro, východní část lodi pochází asi z doby kolem roku 1200. Rovně zakončený čtyřboký gotický presbytář byl postaven na konci 13. století, v roce 1356 je poprvé zmíněna fara. 
Během třicetileté války byl původní kostel vážně poškozen a úplně vyhořel. Od roku 1663 nechala představená abatyše cisterciáckého řádu Starobrněnského kláštera kostel opět stavět, v roce 1673, kdy probíhalo nové osídlování obce, byla postavena hlavní loď kostela.
Když v roce 1797 zemřel zámožný sedlák a správce kostela, odkázal velkou sumu peněz, díky tomu byly za dva roky zahájeny nové rozsáhlé úpravy. Skončily v roce 1800, tehdy byla dostavěna kratší loď kostela s nízkou věží. V roce 1830 byl kvůli epidemii cholery zrušen stávající hřbitov kolem kostela a přestěhoval se na jihovýchodní okraj obce, kde stojí dodnes.
Nové úpravy kostela a okolí přišly o sto let později, v době, kdy byl místním farářem Franz Jirák. Ten nechal rozšířit chór, postavit schodišťovou věž a kostelní kapli, do níž umístil malovaný obraz Oplakávání Krista. Schodiště ke kazatelně se přesunulo do kaple s novou křtitelnicí. Kostel také dostal šest nových mozaikových oken s figurálními obrazy a mozaikové okno s katedrálním sklem nad portálem.
Změny pobíhaly i zevnějšku. V roce 1905 byla kostelní věž osazena hodinami a dřívější dřevěný plot nahradila nízká zídka z červených režných cihel. Z ní se dnes zachovalo jen torzo, které bylo v roce 2019 rekonstruováno. Farář také nechat vysadit spoustu keřů a stromů v okolí kostela. Za první republiky místní vztyčili u jeho severní zdi pomník padlým v první světové válce. Naproti němu stála vstupní brána. Někdy v této době byl také kostel přetřen ze žluté na bílou barvu, kterou je pro něj typická dodnes.
V roce 1945 byl kostel znovu těžce poškozen. Dne 7. května, v den, kdy ves dobyla Rudá armáda, na něj dopadla zápalná puma. Kostel zachvátil požár, jemuž odolala jen monstrance, číše na víno, jeden ze zvonů a kaple. Ostatní vybavení kostela úplně shořelo, střecha se zřítila a kostelní věž byla z poloviny zdemolovaná.
Jakmile to bylo možné, místní němečtí farníci kostel provizorně opravili. Pověsili ocelový zvon a proti větru vztyčili dřevěné stěny. Jako oltář se použil zachovalý menší oltář z kaple. V tomto provizorním prostředí se scházeli až do zimy toho roku. Mezitím už byl jako administrátor do Branišovic přidělen Čech Josef Hudec, který organizoval i opravy kostela a zasloužil se o jeho obnovu. 